# Connie Rea
Connie Mack Rea (Marion, 27 gennaio 1931 – Winter Haven, 5 maggio 2020) è stato un cestista statunitense, professionista nella NBA.

## Carriera
Venne selezionato dai Baltimore Bullets all'ottavo giro del Draft NBA 1953 (61ª scelta assoluta).